# På vej mod et job
|  | Denne artikel er oprettet af botten PalnaBot ud fra en ekstern database. Den kan derfor have sproglige fejl eller mangler. Denne skabelon kan fjernes efter kontrol af indholdet. |

På vej mod et job er en dokumentarfilm instrueret af Nicolai Lichtenberg efter manuskript af Henning Carlsen.

## Handling
En ung, ufaglært arbejder har været arbejdsløs i lang tid. Han er ved at gå til i lediggang, men henvises til et ophold på en af statens arbejdstekniske ungdomsskoler, hvor han kvalificerer sig til nyt arbejde og genvinder sit livsmod.